# Liste der Kulturdenkmäler in Ehrsten
Die folgende Liste enthält die in der Denkmaltopographie ausgewiesenen Kulturdenkmäler auf dem Gebiet des Ortsteils Ehrsten der  Stadt Calden, Landkreis Kassel, Hessen.
Hinweis: Die Reihenfolge der Denkmäler in dieser Liste orientiert sich an der Anschrift, alternativ ist sie auch nach der Bezeichnung oder der Bauzeit sortierbar.
Kulturdenkmäler werden fortlaufend im Denkmalverzeichnis des Landes Hessen durch das Landesamt für Denkmalpflege Hessen auf Basis des Hessischen Denkmalschutzgesetzes (HDSchG) geführt. Die Schutzwürdigkeit eines Kulturdenkmals hängt nicht von der Eintragung in das Denkmalverzeichnis des Landes Hessen oder der Veröffentlichung in der Denkmaltopographie ab.

Das Vorhandensein oder Fehlen eines Objekts in dieser Liste ist keine rechtsverbindliche Auskunft darüber, ob es Kulturdenkmal ist oder nicht: Diese Liste entspricht möglicherweise nicht dem aktuellen Stand der offiziellen Denkmaltopographie. Diese ist für Hessen in den entsprechenden Bänden der Denkmaltopographie Bundesrepublik Deutschland und im Internet unter DenkXweb – Kulturdenkmäler in Hessen einsehbar. Auch diese Quellen sind, obwohl sie durch das Landesamt für Denkmalpflege Hessen aktualisiert werden, nicht immer aktuell, da es im Denkmalbestand immer wieder Änderungen gibt.
Eine verbindliche Auskunft erteilt allein das Landesamt für Denkmalpflege Hessen.
Nutze diese Kartenansicht, um Koordinaten in der Liste zu setzen. In dieser Kartenansicht sind Kulturdenkmale ohne Koordinaten mit einem roten bzw. orangen Marker dargestellt und können in der Karte gesetzt werden. Kulturdenkmale ohne Bild sind mit einem blauen bzw. roten Marker gekennzeichnet, Kulturdenkmale mit Bild mit einem grünen bzw. orangen Marker.

## Ehrsten
| Bild            | Bezeichnung                                         | Lage                                             | Beschreibung | Bauzeit | Daten |
| --------------- | --------------------------------------------------- | ------------------------------------------------ | --- | ------- | ----- |
| Bild gesucht BW | Gesamtanlage Ehrsten                                | Lage                                             | |         |       |
| Bild gesucht BW | Wohnwirtschaftsgebäude An der Kirche 2              | An der Kirche 2 Lage                             | |         |       |
| Bild gesucht BW | Erntennenhaus An der Kirche 6                       | An der Kirche 6 Lage                             | |         |       |
| Bild gesucht BW | Massivhaus Baumschulenweg 18                        | Baumschulenweg 18, früher Oberdorfstraße 81 Lage | |         |       |
| Bild gesucht BW | Wohnhaus Baumschulenweg                             | Baumschulenweg, früher Oberdorfstraße 83 Lage    | |         |       |
| Bild gesucht BW | Wohnhaus Beim Lindenhof 8                           | Beim Lindenhof 8 Lage                            | |         |       |
| Bild gesucht BW | Einhaus Beim Lindenhof 12                           | Beim Lindenhof 12 Lage                           | |         |       |
| Bild gesucht BW | Friedhofsmauer                                      | Beim Lindenhof 13 Lage                           | Friedhofsmauer mit Portalpfosten, datiert 1772 und Grabsteinen |         |       |
| Bild gesucht BW | Ernhaus Fürstenwalder Straße 1                      | Fürstenwalder Straße 1 Lage                      | |         |       |
| Bild gesucht BW | Flurquerdielenhaus Fürstenwalder Straße 3           | Fürstenwalder Straße 3 Lage                      | |         |       |
| Bild gesucht BW | Fachwerkeckhaus Fürstenwalder Straße 5              | Fürstenwalder Straße 5 Lage                      | |         |       |
| Bild gesucht BW | Fachwerkhaus Heimbach 1                             | Heimbach 1 Lage                                  | |         |       |
| Bild gesucht BW | Wohnhaus Meimbresser Straße 10                      | Meimbresser Straße 10 Lage                       | |         |       |
| Bild gesucht BW | Evangelische Pfarrkirche                            | Rohrwiesen 1 Lage                                | Spätgotischer Chorturm mit Maßwerkfenstern, wohl 2. Hälfte 15. Jahrhundert. Im Chorraum ein Netzgewölbe auf Konsolen und figürliche Schlusssteine (Maria mit Kind und andere Heilige). Turmoberbau mit Laterne von 1778. Das Kirchenschiff 1862 erneuert und die Orgel aus dem 18. Jahrhundert (Ende). |         |       |
| Bild gesucht BW | Fachwerkhaus Rohrwiesen 3                           | Rohrwiesen 3 Lage                                | |         |       |
| Bild gesucht BW | Wohngebäude Trift 25                                | Trift 25 Lage                                    | |         |       |
| Bild gesucht BW | Einhaus Zierenberger Straße 1                       | Zierenberger Straße 1 Lage                       | |         |       |
| Bild gesucht BW | Hofanlage Zierenberger Straße 6                     | Zierenberger Straße 6 Lage                       | |         |       |
| Bild gesucht BW | Hofanlage Zierenberger Straße 10                    | Zierenberger Straße 10 Lage                      | |         |       |
| Bild gesucht BW | Wohnhaus mit Durchfahrttenne Zierenberger Straße 15 | Zierenberger Straße 15 Lage                      | |         |       |
| Bild gesucht BW | Hofreite Zierenberger Straße 21                     | Zierenberger Straße 21 Lage                      | |         |       |
| Bild gesucht BW | Wohnhaus Zierenberger Straße 42                     | Zierenberger Straße 42 Lage                      | |         |       |